# Museo de Cera Veracruz
El Museo de Cera Veracruz se encuentra en la ciudad de Veracruz en el estado del mismo nombre. Se localiza en la Plaza Acuario en el Boulevard Manuel Ávila Camacho, junto al Acuario de Veracruz. Fue inaugurado el 27 de noviembre del 2002 por el Gobernador de Veracruz Miguel Alemán Velasco.
El Museo cuenta actualmente con 10 salas y más de 114 figuras de cera entre deportistas, cantantes, actores, políticos, personajes religiosos. Además cuenta con un laberinto de espejos y el túnel del temblor. El Museo es parte del Grupo Museo de Cera que cuenta con otras dos sedes. El Museo de Cera de Guadalajara y El Museo de Cera de la Ciudad de México.

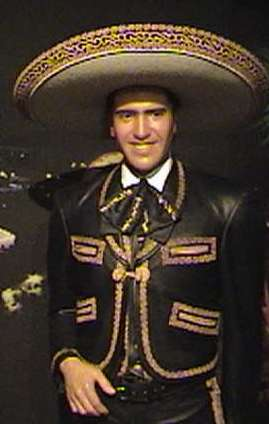
Alejandro Fernández.

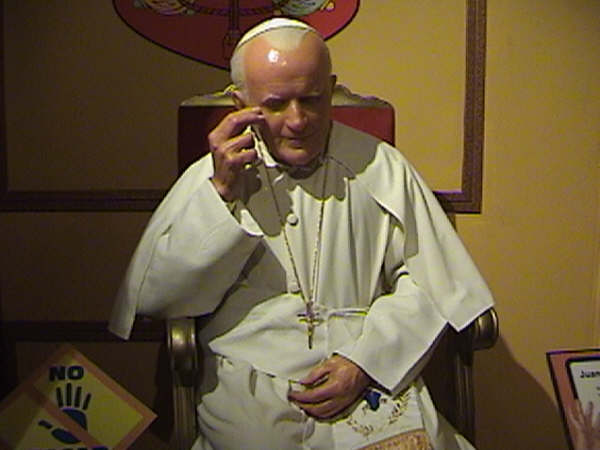
Juan Pablo II.

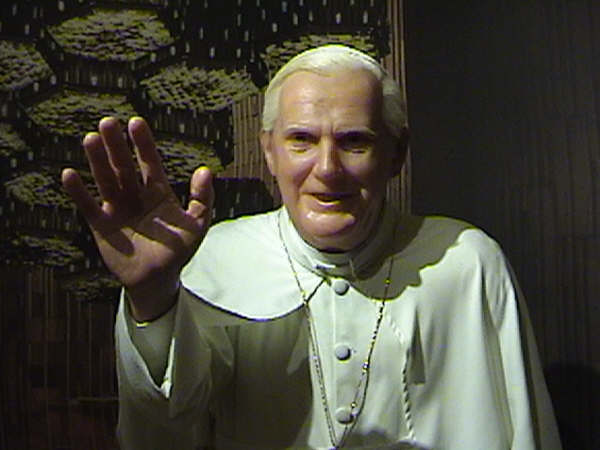
Benedicto XVI.

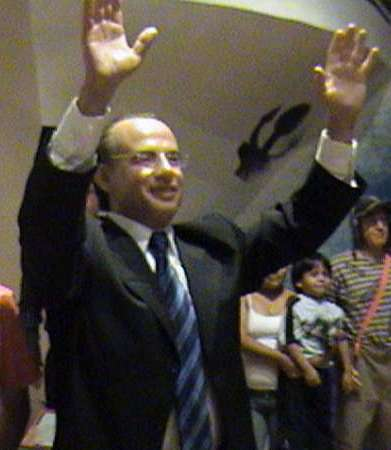
Felipe Calderón.

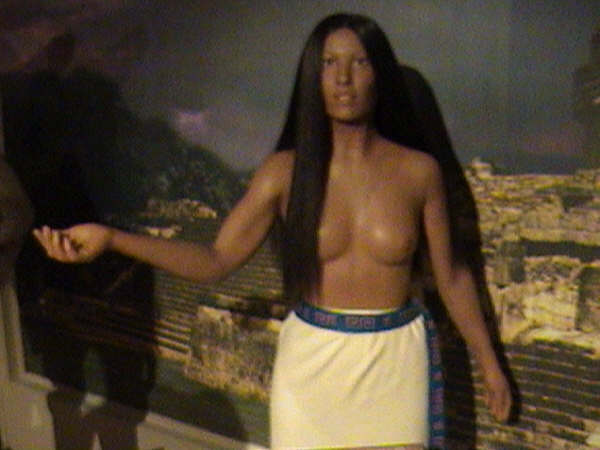
La Malinche.

## Personajes
En el museo se pueden encontrar distintos personajes, dentro de diversas salas ordenados por un parámetro específico. Entre algunos de ellos se encuentran:
Deportistas
- El Santo
- Tom Brady
- Oswaldo Sánchez
- Hugo Sánchez
- Lionel Messi
- Cristiano Ronaldo
- Francisco Palencia
- Ronaldinho
- Lorena Ochoa
- Miguel "El Piojo" Herrera

Cantantes
- Francisco Gabilondo Soler
- Alejandro Fernández
- Vicente Fernández
- Pedro Fernández
- Marco Antonio Solís "El Buki"
- Luis Miguel
- Yuri[4]
- Aleks Syntek
- Toña la Negra
- Agustín Lara
- Miguel Bosé
- Plácido Domingo
- Gene Simmons
- Elvis Presley
- The Beatles
- Michael Jackson
- Madonna
- Adam Levine
- Justin Bieber
- Shakira
- Elton John
- Lady Gaga
- Celia Cruz
- Marc Anthony
- Pitbull
- Jennifer Lopez

Religiosos
- Cristo en la cruz
- Nuestra Señora de Guadalupe
- Juan Diego Cuauhtlatoatzin
- Juan Pablo II
- Benedicto XVI
- Francisco
- Leon XlV

Políticos
- Miguel Alemán Valdés
- Luis Echeverría Álvarez
- Miguel de la Madrid
- Carlos Salinas de Gortari
- Ernesto Zedillo
- Vicente Fox
- Felipe Calderón
- Enrique Peña Nieto
- Andrés Manuel López Obrador
- Fidel Herrera Beltrán
- Miguel Alemán Velasco
- Barack Obama
- Donald Trump
- Joe Biden
- Fidel Castro
- Felipe VI de España
- Reina Letizia Ortiz
- Príncipe Guillermo de Gales
- Catalina, princesa de Gales

Personajes históricos
- Miguel Hidalgo y Costilla
- José María Morelos y Pavón
- La Malinche
- Hernán Cortés
- Benito Juárez
- Ignacio de la Llave
- Francisco I. Madero
- Emiliano Zapata
- Pancho Villa
- Cuauhtémoc

Actores
- Pedro Infante
- Jorge Negrete
- María Rojo
- Adal Ramones
- Cantinflas
- María Félix
- Tom Cruise
- Mark Ruffalo
- Jennifer Lawrence
- Lucero
- Salma Hayek
- Brad Pitt
- Angelina Jolie
- Leonardo DiCaprio
- Adrián Uribe
- Víctor Trujillo
- Eugenio Derbez
- Chabelo
- Sofía Vergara

Personajes ficticios
- El Chavo del 8
- Blancanieves
- Los siete enanitos
- La malvada Reina/Bruja Grimhilde
- E.T., el extraterrestre
- Frodo Bolsón
- Gandalf
- Legolas
- Gimli
- Uruk-hai
- Orco
- Gollum
- Superman
- Batman
- Spider-Man
- Bob Esponja Pantalones Cuadrados
- Cri-Cri, El grillito cantor
- Negrito sandía
- Pinocho
- Geppetto
- Harry Potter
- Miguel, Héctor y Dante de Coco
- Leatherface
- Michael Myers
- Jason Voorhees
- Freddy Krueger
- Pinhead
- Xenomorfos
- Frankenstein
- El hombre lobo
- Momia

Otros personajes
- Jarochos tocando jarana y marimba
- Mahatma Gandhi
- Steven Spielberg
- Guillermo del Toro
- Frida Kahlo
- Diego Rivera
- José Luis Cuevas
- Dalái lama
- Salvador Dalí
- Jacobo Zabludovsky
- Carlos Loret de Mola
- José Luis Cuevas
- Carlos Slim